# Château de la Fessardière
 (février 2012).
Si vous disposez d'ouvrages ou d'articles de référence ou si vous connaissez des sites web de qualité traitant du thème abordé ici, merci de compléter l'article en donnant les références utiles à sa vérifiabilité et en les liant à la section « Notes et références ».

Le château de la Fessardière est un château du XVIIe siècle situé sur la commune de Turquant, près de Saumur, dans le département de Maine-et-Loire en France. 
Le château se trouve à flanc de coteau, avec de grandes terrasses.

## Histoire
Cet édifice eut plusieurs propriétaires, dont la famille Dupetit-Thouars. C'est là qu'est né, le 3 août 1793, le futur amiral Abel Aubert du Petit-Thouars, qui prit une part importante dans l'expédition d'Alger, et le débarquement de Sidi-Ferruch en 1830, et, par la suite, fit le tour du monde en bateau.
En 1947, le propriétaire du domaine, M. Poitevin, principalement intéressé par l'exploitation du vignoble, loue le château au ministère de la justice durant 25 ans. Sous l'impulsion de Marcel Brisse, président des œuvres sociales du ministère de la justice, le château est aménagé en maison de repos et de vacances pour les fonctionnaires de ce ministère. Des détenus, notamment en provenance de la maison d'arrêt de Fontevrault, y séjournent également, utilisés comme domestiques pour l’entretien des lieux. 

### Guerre d'Algérie
C'est au château de la Fessardière qu'ont été mis en résidence surveillée Ahmed Ben Bella et Mohamed Boudiaf, futurs chefs de l'État algérien, et leurs compagnons Rabah Bitat, Mohamed Khider et Hocine Aït Ahmed en 1961,, avant leur transfert au château d'Aunoy à Champeaux en Seine-et-Marne.

### Home d'enfants du personnel du Ministère de la Justice
Ce château a également été utilisé comme un pensionnat réservé aux enfants du personnel du Ministère de la Justice. Deux classes "multi niveaux" y étaient ouvertes. L'une pour les classes de primaire et l'autre pour les classes de collège. Deux enseignants, l'un pour le primaire, l'autre pour le secondaire, enseignaient à leurs élèves l'ensemble des matières au programme de leurs classes respectives. Les élèves étaient tous assujettis au régime de l'internat.

### À partir de 1972
Le bail avec le Ministère de la justice étant arrivé à échéance en 1972, le château fut récupéré par le propriétaire qui y produisit divers vins (rouges : Saumur-Champigny ; rosés : cabernet de Saumur ; blancs : Saumur blancs).
La bâtisse détient en effet en ses caves (d’une taille imposante et composées de voûtes rappelant celle des églises), des pressoirs et des cuves à vins creusés à même le tuffeau.